# 미나미쇼나이촌 (시즈오카현)
미나미쇼나이촌(南庄内村)은 시즈오카현의 서부, 후치군·하마나군에 속해있던 촌이다. 현재의 하마마쓰시 니시구 서부에 해당한다.

## 역사
- 1889년 4월 1일 - 정촌제 시행에 의해 후치군 미나미쇼나이촌이 성립하였다.
- 1896년 4월 1일 - 군 개편에 의해 하마나군에 속하게 되었다.
- 1955년 4월 1일 - 무라쿠시촌, 기타쇼나이촌과 합병해, 쇼나이촌이 성립하여, 동일 미나미쇼나이촌은 폐지되었다.
- 2007년 4월 1일 - 하마마쓰시가 정령지정도시로 승격해, 구촌지역은 니시구에 소속되었다.
- 2014년 3월 - 하마마쓰시립 미나미조나이 초등학교가 폐교되었다.
- 2024년 1월 1일 - 하마마쓰시의 행정구역 개편에 따라 구촌 지역이 주오구로 편입되었다.

## 참고문헌
- 가도카와 일본 지명 대사전 22 静岡県
- 南庄内小学校ホームページ 보관됨 2016-03-05 - 웨이백 머신